# 孔布勒索勒
孔布勒索勒（法語：Combressol，法語發音：[kɔ̃bʁəsɔl]）是法国科雷兹省的一个市镇，属于于塞勒区。

## 地名
该地名“Combressol”发音特殊，其发音为[kɔ̃bʁəsɔl]，不符合字母“e”在两相同辅音字母前发/ɛ/（如“verrière”，[vɛʁjɛʁ]）或/e/（如“message”，[mesaʒ]）的法语基本发音规则，根据实际发音其应译作“孔布勒索勒”。

## 地理
孔布勒索勒（45°28'32"N, 2°9'36"E）面积25.43 平方千米，位于法国新阿基坦大区科雷兹省，该省份为法国中南部省份，北起上维埃纳省和克勒兹省，西接多爾多涅省，南至洛特省，东临多姆山省和康塔爾省。
与孔布勒索勒接壤的市镇（或旧市镇、城区）包括：达尔内、莫萨克、梅马克、帕利斯、圣昂热勒。
孔布勒索勒的时区为UTC+01:00、UTC+02:00（夏令时）。

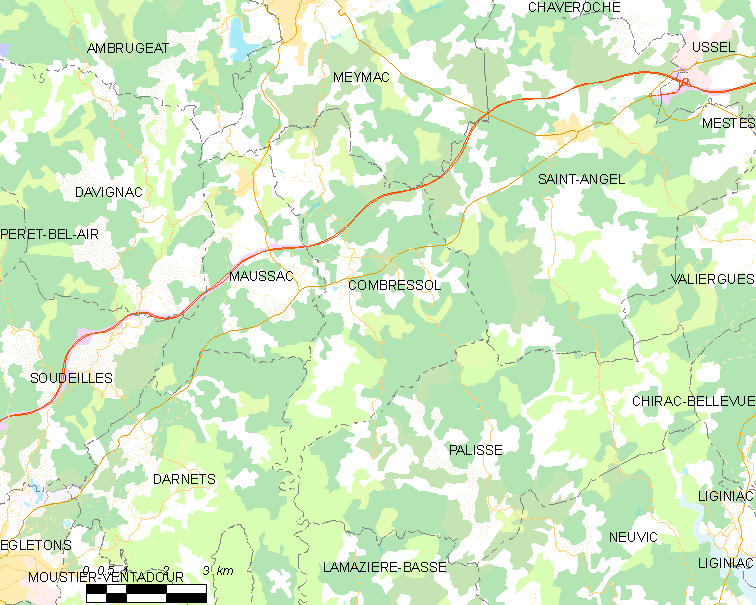
孔布勒索勒的OSM定位图

## 行政
孔布勒索勒的邮政编码为19250，INSEE市镇编码为19058。

## 政治
孔布勒索勒所属的省级选区为米勒瓦什高原县。

## 人口

1962-2008年间孔布勒索勒人口变化图示

孔布勒索勒于2022年1月1日时的人口数量为385人。